# Árgus lappantyú
Az árgus lappantyú (Eurostopodus argus) a madarak (Aves) osztályának lappantyúalakúak (Caprimulgiformes) rendjéhez, ezen belül a lappantyúfélék (Caprimulgidae) családjához tartozó faj.

## Rendszerezése
A fajt Ernst Hartert német ornitológus írta le 1892-ben.

## Előfordulása
Ausztrália területén honos, telelni Indonéziáig vonul. Természetes élőhelyei a szubtrópusi vagy trópusi lombhullató erdők, mangroveerdők, füves puszták és cserjések.

## Megjelenése
Testhossza 27–35 centiméter; a hím testtömege 81–132 gramm, a tojóé 75–123 gramm. Vörhenyes, világosan mintázott tollazata van. Hosszú szárnyai pihenő helyzetben keresztezik egymást.
|  |

## Életmódja
Napközben a talajon rejtőzködik, alkonyatkor és sötétedés után alacsonyan repülve rovarokra vadászik.

## Szaporodása
A csupasz földre rakja tojásait.

## Természetvédelmi helyzete
Az elterjedési területe rendkívül nagy, egyedszáma pedig stabil. A Természetvédelmi Világszövetség Vörös listáján nem fenyegetett fajként szerepel.